# Чантуриа, Григорий Сидоевич
Григорий Сидоевич Чантуриа (1908 год, село Пирвели-Гурипули, Зугдидский уезд, Кутаисская губерния, Российская империя — дата смерти неизвестна, село Пирвели-Гурипули, Зугдидский район, Грузинская ССР) — бригадир колхоза имени Чарквиани Хобского района, Грузинская ССР. Герой Социалистического Труда (1949). Лишённый звания Героя Социалистического Труда в 1952 году.

## Биография
Родился в 1908 году в крестьянской семье в селе Пирвели-Гурипули Зугдидского уезда (сегодня — Зугдидский муниципалитет). Окончил местную сельскую школу. Трудился в сельском хозяйстве.
В послевоенные годы трудился бригадиром в колхозе имени Чарквиани Хобского района, который возглавлял Михаил Владимирович Татаришвили. Труженики бригады Григорий Чантуриа особенно отличились в годы Четвёртой пятилетки (1946—1950). За выдающиеся трудовые результаты по сбору кукурузы в 1947 году был награждён в 1948 году Орденом Ленина. Звеньевой его бригады Григорий Константинович Арзиани по итогам 1947 года был удостоен звания Героя Социалистического Труда.
В 1948 году бригада под его руководством собрала в среднем с каждого гектара по 89,7 центнера кукурузы с площади 30 гектаров. Указом Президиума Верховного Совета СССР от 3 мая 1949 года удостоен звания Героя Социалистического Труда за «получение высоких урожаев кукурузы и табака в 1948 году» с вручением ордена Ленина и золотой медали «Серп и Молот» (№ 3513).
Этим же Указом званием Героя Социалистического Труда были награждены председатель колхоза Михаил Владимирович Татаришвили и Мамантий Михайлович Кулуа (оба лишены звания Героя Социалистического Труда в 1952 году).
Постановлением Президиума Верховного Совета ССР № 18 от 5 марта 1952 года ранее принятое решение о присвоении звания Героя Социалистического Труда в его отношении было отменено в связи с необоснованными причинами представления к награждению. Также был лишён Ордена Ленина, которым был награждён 19 марта 1948 года. Это же Постановление Президиума Верховного Совета СССР также отменило решение о присвоении звания Героя Социалистического Труда партийному и хозяйственному руководству Хобского района и нескольким труженикам различных колхозов этого же района.
Проживал в родном селе Пирвели-Гурипули. Дальнейшая судьба неизвестна.
Награды
- Медаль «За трудовую доблесть»
- Медаль «За оборону Кавказа» (01.05.1944)